# Zsuzsanna Horváth (cestista 1983)
Zsuzsanna Horváth, coniugata Székelyné (Nagykanizsa, 3 agosto 1983), è un'ex cestista ungherese.

## Carriera
Con l'Ungheria ha disputato due edizioni dei Campionati europei (2003, 2009).